# Черныш, Михаил Иванович
Михаи́л Ива́нович Черны́ш (1 (14) января 1913, Евпатория, Крымская область — 2 апреля 1991, Пермь) — советский историк, специалист в области истории России XIX века. Доктор исторических наук (1974), профессор (1976) Пермского университета.

## Биография
Родился в семье разнорабочего Ивана Владимировича Черныша и домохозяйки Акелины Ивановны, до замужества Катлер. С десяти лет подрабатывал пастухом. После окончания школы работал разнорабочим, шерсовщиком. В 1932 году семья переехала в город Сталино, где М. И. Черныш работал отгрузчиком породы в шахте, а затем, после травмы, администратором Сталинского горсовета Донецкой области и секретарём треста жилищного строительства. Одновременно поступил на электромеханический факультет Донецкого горного института имени Артема, но не окончил его в связи с переездом в Москву.
С 1934 года обучался на историческом отделении Московского института философии, литературы и истории им. Н. Г. Чернышевского. По распределению работал старшим преподавателем Киргизского педагогического института в 1939—1940 годах, в июне 1940 года был призван в РККА. Участник Великой Отечественной войны: готовил резервы для фронта в запасных частях, будучи политруком роты, заместителем командира батальона по политчасти..
После демобилизации из армии в звании лейтенанта с марта 1946 по сентябрь 1955 года преподавал в Молотовском педагогическом институте на кафедре истории народов СССР: старший преподаватель, доцент, декан историко-филологического факультета. В 1953 году в МГУ защитил кандидатскую диссертацию «Пермское земство в 1870—1880 годах».
С 1955 года работал на кафедре истории СССР досоветского периода Молотовского (Пермского) университета. В 1973 году защитил докторскую диссертацию «Пермское крестьянство в капиталистический период, 1861—1907 гг.», профессор (1976). Читал общий курс истории России пореформенного периода; спецкурсы по истории аграрных отношений и сельского хозяйства России периода капитализма, народного хозяйства СССР, развития энергетики и электрификации СССР в 1920—1970 годах.
Член КПСС. Был членом правления и президиума Пермского областного совета ВООПИК; оказывал значительную методическую и консультативную помощь молодым исследователям, краеведам, учителям. В 1970-е годы руководил лекторием при Пермском областном краеведческом музее. Удостоен звания «Отличник народного просвещения РСФСР».
Жена — Антонина Сергеевна; трое детей. М. И. Черныш увлекался оперным пением, играл на гитаре, сочинял песни, участвовал в конкурсе на лучшую песню к 260-летию города Перми.

## Научная деятельность
Автор более 50 научных работ по истории крестьянства, аграрных отношений и местного самоуправления на Урале в XIX веке. Им обстоятельно и глубоко рассмотрена хозяйственная деятельность земских учреждений Пермской губернии, показана роль губернского и уездного земств в развитии здравоохранения, народного образования, дорожного дела и сельского хозяйства в регионе. М. И Чернышем дана сравнительная характеристика общих расходов Пермского земства и земств 34 центральных губерний. Впервые осветив введение земских учреждений в губернии, автор охарактеризовал социальный состав Пермского земства и пришёл к выводу, что уездные земства Пермской губернии по своему социальному составу являлись более демократичными, «мужицкими», по сравнению с земствами центральных губерний России. Господствующей идеологией земств северных и северо-восточных губерний России, в том числе и Пермской, М. И. Черныш называл земский либерализм.
В докторской диссертации М. И. Черныша и ряде других работ, основанных на большом фактическом материале, проанализированы ход реализации крестьянской реформы 1861 года на Урале, её итоги и процессы социально-экономического развития деревни на протяжении всего пореформенного периода. Особое внимание исследователь уделял положению и социальному составу уральского крестьянства, особенностям крестьянского землепользования в регионе в контексте общероссийских процессов аграрного развития.
Был автором ряда глав и разделов в коллективных монографиях «История Урала» (Пермь; 1962, 1976), «История Урала в период капитализма» (М., 1989). Под его руководством выполнены три кандидатских диссертации.

## Основные работы
Книги
- Развитие капитализма на Урале и Пермское земство. Пермь, 1959;

Статьи
- Проведение городской реформы 1870 г. в Перми // Ученые записки Пермского ун-та. 1961. Т. 17. Вып. 4;
- Буржуазные реформы 60-70-х гг. XIX в. на Урале // История Урала. Т. 1. Пермь, 1963;
- Город Пермь — крупнейший рынок рабочей силы на Урале (последняя четверть XIX в.) // На Западном Урале. Пермь, 1964. Вып. 4;
- Эволюция землевладения в Пермской губернии в период с 1861 по 1905 г. // Из истории края. Пермь, 1964;
- Историография аграрного вопроса на Урале в пореформенный период (обзор советской литературы) // История СССР. 1969. № 1 (в соавт.);
- Городское общественное управление и облик Перми в последней трети XIX в. // 250 лет Перми. Пермь, 1973;
- О крестьянском хозяйстве Пермской губернии // На Западном Урале. Пермь, 1974. Вып. 6;
- Место и роль крестьянства Урала в социально-экономическом развитии общества в период капитализма // Вопросы истории сельского хозяйства и крестьянства Европейского Севера, Верхнего Поволжья и Приуралья до Великой Октябрьской социалистической революции. Киров, 1979;
- Город Пермь и Мотовилиха накануне и в период революции 1905—1907 гг. // Урал в революции 1905—1907 гг. Свердловск, 1985;
- Путешествие по старой Перми // Вечерняя Пермь. 1985. 30 сент., 1-4 окт.;
- Формирование круга чтения крестьянства Урала последней четверти XIX века // Из истории демократической культуры на Урале (XVIII — начало XX в.). Пермь, 1986.